# Cicangkang Hilir
Cicangkang Hilir is een bestuurslaag in het regentschap Bandung Barat van de provincie West-Java, Indonesië. Cicangkang Hilir telt 4805 inwoners (volkstelling 2010).